# バリアド
バリアド (Balli Ad, Balli Cad) は、ソマリランドのトゲアー地域のブーホードレ地区にある町。主な住民は、デュルバハンテ氏族のGuuleed Garaad (Barkad) 支族である。
なお、「バリアド」はソマリア各地で見られる地名である。

## 歴史
2010年11月、Qudhac-Dhalaanの村が民兵に襲われた。伝聞情報によれば民兵はオダンレから来たとみられ、オダンレの南東にあるバリアドの警察官なども殺害された。
2015年1月、ブーホードレを拠点とする軍閥チャツモ国は、Qararro, ハマラグヒド, バリアド, サーヘール, コリレイ, Buucaneなどを支配していた。ソマリランド軍はカラバイドを拠点としていた。プントランドの副大統領はブーホードレ、Burco、ハドハドハンカなどを訪問し、ハドハドハンカの建物の起工式に参加している。一方、ソマリランドの保険大臣がブーホードレを訪問し、ソマリランド大統領がオダンレを訪問して建物の起工式に参加している。
2015年4月、クルルグドの氏族とブーホードレの氏族との対立が激化し、バリアドに住むブーホードレ氏族の牧畜民が殺害された。
2016年1月、ソマリランド軍がバリアドを占領した。それまでは、チャツモ国の大統領アリ・カリフ・ガライドが拠点としていた。ソマリランド政府は、「ソマリア政府がソマリランド領であるこの地域で暴力を扇動した。軍の派遣はこの地域に平和と安定をもたらすためである」と主張した。
2016年12月、スウェーデンで死去した氏族の長Garaad Abshir Saalaxがバラカドに運ばれ、埋葬された。
2017年7月、ソマリランドとチャツモ国が統合することになり、バリカドに駐在していたチャツモ軍もソマリランド軍と統合された。
2018年2月、バリカドで、兵士200名と装甲車5台がチャツモ軍からソマリランド軍に引き渡された。